# نانه
نانه سومین ایزدبانو در مجموعه ایزدان ارمنی است. در اساطیر ارمنی خواهر آستقیک و دختر آرامازد است. او را «نانی» و «نان» هم می‌خوانده‌اند که به معنی مادر و مادربزرگ هم است. نانه الهه حکمت و فضیلت بود. برخی محققین الهه روح زایندگی و عروس جاودانگی نیز ملقب کرده‌اند.
بنابر شواهد موجود پرستش او از سوریه وارد ارمنستان شده و به‌طور چشمگیری تحت تأثیر پرستش ایزد بانوی مادر یعنی آناهید (اساطیر ارمنی) قرار داشته است.